# Canton de Montbard
Le canton de Montbard est une circonscription électorale française située dans le département de la Côte-d'Or et la région Bourgogne-Franche-Comté.

## Histoire
Un nouveau découpage territorialde la Côte-d'Or entre en vigueur à l'occasion des élections départementales de mars 2015, défini par le décret du 18 février 2014, en application des lois du 17 mai 2013 (loi organique 2013-402 et loi 2013-403). Les conseillers départementaux sont, à compter de ces élections, élus au scrutin majoritaire binominal mixte. Les électeurs de chaque canton élisent au Conseil départemental, nouvelle appellation du Conseil général, deux membres de sexe différent, qui se présentent en binôme de candidats. Les conseillers départementaux sont élus pour 6 ans au scrutin binominal majoritaire à deux tours, l'accès au second tour nécessitant 12,5 % des inscrits au 1er tour. En outre la totalité des conseillers départementaux est renouvelée. Ce nouveau mode de scrutin nécessite un redécoupage des cantons dont le nombre est divisé par deux avec arrondi à l'unité impaire supérieure si ce nombre n'est pas entier impair, assorti de conditions de seuils minimaux. Dans la Côte-d'Or, le nombre de cantons passe ainsi de 43 à 23. Le nombre de communes du canton de Montbard passe de 28 à 57. Le nouveau canton de Montbard est formé de communes des anciens cantons de Montbard, de Venarey-les-Laumes, de Semur-en-Auxois, de Pouilly-en-Auxois, de Laignes, de Baigneux-les-Juifs et de Recey-sur-Ource.

## Géographie
Ce canton est organisé autour de Montbard dans l'arrondissement de Montbard. Son altitude varie de 192 m (Rougemont) à 437 m (Viserny) pour une altitude moyenne de 285 m.

## Représentation

### Conseillers généraux de 1833 à 2015
| Période | Période      | Identité                         | Étiquette   | Qualité |
| ------- | ------------ | -------------------------------- | ----------- | --- |
| 1833    | 1836         | François Gelez père              |             | Propriétaire, agronome, conseiller municipal de Montbard |
| 1836    | 1842         | Claude Auguste Gelez             |             | Maire de Montbard (1837-1847) |
| 1842    | 1852         | Antoine Marie Joseph Maire neveu |             | Négociant à Montbard |
| 1852    | 1857 (décès) | Jean-Baptiste Humbert            |             | Cultivateur, maire de Quincy-le-Vicomte |
| 1858    | 1871         | Raymond de Montgolfier           |             | Manufacturier (papeterie) à Fontenay (commune de Marmagne) Propriétaire                                                                                          |
| 1871    | 1909 (décès) | Edme Piot                        | Républicain | Entrepreneur de travaux publics à Longjumeau (Seine-et-Oise) Sénateur (1897-1909)                                                                                |
| 1909    | 1934         | Jules Poillot                    | Rad. ind.   | Médecin Député (1928-1936) maire de Montbard (1925-1929) |
| 1934    | 1940         | Pierre Vangeon                   | PSdF        | Médecin Maire de Montbard (1929-1935 et 1945) |
|         |              |                                  |             | |
| 1943    | 1945         | Pierre Beaudoin (1904-1973)      |             | Adjoint au maire de Montbard Nommé conseiller départemental en 1942                                                                                              |
|         |              |                                  |             | |
| 1945    | 1967         | Léon Mazet                       | SFIO        | Ancien garde forestier, Montbard |
| 1967    | 1985         | Jacques Garcia                   | PCF         | Ouvrier tourneur chez Vallourec Maire de Montbard (1971-1995) |
| 1985    | 1998         | Michel Protte                    | RPR         | Chef d'entreprise Conseiller régional Maire de Montbard (1995-2008) Suppléant du député Gilbert Mathieu (1981-1986) puis du député François Sauvadet (1993-2007) |
| 1998    | 2015         | Robert Grimpret                  | PRG         | Directeur des ventes retraité Maire de Moutiers-Saint-Jean (2001-2014)                                                                                           |

### Conseillers d'arrondissement (de 1833 à 1940)
Le canton de Montbard avait deux conseillers d'arrondissement de 1874 à 1886 et de 1907 à 1940.
Il appartenait à l'arrondissement de Semur jusqu'à sa disparition en 1926.
| Période                                  | Période      | Identité                  | Étiquette                  | Qualité |
| ---------------------------------------- | ------------ | ------------------------- | -------------------------- | --- |
| 1833                                     | 1852         | Honoré François Villement |                            | Notaire, maire de Moutiers-Saint-Jean                                                                       |
| 1852                                     | 1853 (décès) | Charles Alexis Royer      |                            | Propriétaire, maire de Courcelles, juge de paix                                                             |
| 1853                                     | 1871         | Gabriel Bissey            |                            | Maire de Montbard                                                                                           |
| 1871                                     | 1880         | Anatole Hugot             | Républicain                | Négociant, maire de Montbard (1871-1873, révoqué), député (1886-1885), sénateur (1885-1907)                 |
| 1874                                     | 1892         | Jean-Baptiste Poirier     |                            | Propriétaire à Montbard                                                                                     |
| 1880                                     | 1886         | Alfred Guilleminot        |                            | Maire de Touillon                                                                                           |
| 1892                                     | 1901         | Arnault Gaveau            | Républicain                | Maire de Montbard (1883-?)                                                                                  |
| 1901                                     | 1910         | Émile Lefol (1852-1918)   | Radical puis SFIO puis PRS | Restaurateur et hôtelier, maire de Montbard (1908-1912), député (1910-1918)                                 |
| 1910                                     | 1937         | Antoine Olivier Bernard   |                            | Principal clerc de notaire à Montbard                                                                       |
| 1913                                     | 1923 (décès) | André Boccard             |                            | Médecin à Montbard                                                                                          |
| Oct.1923                                 | 1937         | Alfred Sardin             | Rad. puis Union nationale  | Maire de Fain                                                                                               |
| 1937                                     | 1940         | Jules Monin               | SFIO                       | Premier adjoint au maire de Montbard                                                                        |
| 1937                                     | 1940         | Raymond Petit             | SFIO                       | Propriétaire à Villaines-les-Prévôtes                                                                       |
| 1940                                     |              |                           |                            | Les conseils d'arrondissement ont été suspendus par la loi du 12 octobre 1940 et n'ont jamais été réactivés |
| Les données manquantes sont à compléter. |              |                           |                            | |

### Conseillers départementaux depuis 2015
| Période élective | Période élective | Mandat | Mandat   | Identité       | Nuance | Nuance | Qualité |
| ---------------- | ---------------- | ------ | -------- | -------------- | ------ | ------ | --- |
| 2015             | 2021             | 2015   | 2021     | Marc Frot      |        | UDI    | Agriculteur, Poiseul-la-Ville-et-Laperrière Ancien conseiller général du Canton de Baigneux-les-Juifs 10ème Vice-Président du Conseil départemental |
| 2015             | 2021             | 2015   | 2021     | Laurence Porte |        | UDI    | Enseignante maire de Montbard 8ème Vice-Présidente du Conseil départemental                                                                         |
| 2021             | 2028             | 2021   | en cours | Marc Frot      |        | UDI    | Conseiller sortant 5ème Vice-Président du conseil départemental                                                                                     |
| 2021             | 2028             | 2021   | en cours | Laurence Porte |        | HOR    | Conseillère sortante 7ème Vice-Présidente du conseil départemental                                                                                  |

### Résultats détaillés

#### Élections de mars 2015
À l'issue du 1er tour des élections départementales de 2015, deux binômes sont en ballottage : Marc Frot et Laurence Porte (Union de la Droite, 35,86 %) et Patrick Molinoz et Marion Mongouachon (PRG, 33,28 %). Le taux de participation est de 57,23 % (8 194 votants sur 14 318 inscrits) contre 53,86 % au niveau départemental et 50,17 % au niveau national.
Au second tour, Marc Frot et Laurence Porte (Union de la Droite) sont élus avec 53,48 % des suffrages exprimés et un taux de participation de 59,5 % (4 228 voix pour 8 518 votants et 14 317 inscrits).

#### Élections de juin 2021
Le premier tour des élections départementales de 2021 est marqué par un très faible taux de participation (33,26 % au niveau national). Dans le canton de Montbard, ce taux de participation est de 39,76 % (5 417 votants sur 13 625 inscrits) contre 36,24 % au niveau départemental. À l'issue de ce premier tour, deux binômes sont en ballottage : Marc Frot et Laurence Porte (Union des démocrates et indépendants, 60,15 %) et Yolaine de Courson et Jean-Marc Rigaud (DVG, 26,57 %).
Le second tour des élections est marqué une nouvelle fois par une abstention massive équivalente au premier tour. Les taux de participation sont de 34,3 % au niveau national, 37,05 % dans le département et 40,65 % dans le canton de Montbard. Marc Frot et Laurence Porte (Union des démocrates et indépendants) sont élus avec 66,72 % des suffrages exprimés (3 426 voix pour 5 538 votants et 13 625 inscrits),,.

## Composition

### Composition avant 2015
Le canton de Montbard regroupait 28 communes.
| Nom                        | Code Insee | Codepostal | Superficie (km2) | Population (dernière pop. légale) | Densité (hab./km2) |
| -------------------------- | ---------- | ---------- | ---------------- | --------------------------------- | ------------------ |
| Arrans                     | 21025      | 21500      | 10,52            | 68 (2012)                         | 6,5                |
| Asnières-en-Montagne       | 21026      | 21500      | 28,47            | 188 (2012)                        | 6,6                |
| Athie                      | 21029      | 21500      | 5,92             | 85 (2012)                         | 14                 |
| Benoisey                   | 21064      | 21500      | 5,80             | 82 (2012)                         | 14                 |
| Buffon                     | 21114      | 21500      | 8,88             | 159 (2012)                        | 18                 |
| Champ-d'Oiseau             | 21137      | 21500      | 4,83             | 79 (2012)                         | 16                 |
| Courcelles-lès-Montbard    | 21204      | 21500      | 6,12             | 82 (2012)                         | 13                 |
| Crépand                    | 21212      | 21500      | 5,79             | 333 (2012)                        | 58                 |
| Éringes                    | 21248      | 21500      | 6,01             | 73 (2012)                         | 12                 |
| Fain-lès-Montbard          | 21259      | 21500      | 7,48             | 309 (2012)                        | 41                 |
| Fain-lès-Moutiers          | 21260      | 21500      | 9,75             | 153 (2012)                        | 16                 |
| Fresnes                    | 21287      | 21500      | 13,07            | 177 (2012)                        | 14                 |
| Lucenay-le-Duc             | 21358      | 21150      | 28,81            | 207 (2012)                        | 7,2                |
| Marmagne                   | 21389      | 21500      | 12,89            | 237 (2012)                        | 18                 |
| Montbard                   | 21425      | 21500      | 46,37            | 5 437 (2012)                      | 117                |
| Montigny-Montfort          | 21429      | 21500      | 17,13            | 299 (2012)                        | 17                 |
| Moutiers-Saint-Jean        | 21446      | 21500      | 4,96             | 249 (2012)                        | 50                 |
| Nogent-lès-Montbard        | 21456      | 21500      | 6,45             | 157 (2012)                        | 24                 |
| Quincerot                  | 21516      | 21500      | 4,42             | 87 (2012)                         | 20                 |
| Quincy-le-Vicomte          | 21518      | 21500      | 19,03            | 196 (2012)                        | 10                 |
| Rougemont                  | 21530      | 21500      | 9,52             | 175 (2012)                        | 18                 |
| Saint-Germain-lès-Senailly | 21550      | 21500      | 4,98             | 99 (2012)                         | 20                 |
| Saint-Rémy                 | 21568      | 21500      | 13,82            | 770 (2012)                        | 56                 |
| Seigny                     | 21598      | 21150      | 7,99             | 162 (2012)                        | 20                 |
| Senailly                   | 21604      | 21500      | 9,28             | 150 (2012)                        | 16                 |
| Touillon                   | 21641      | 21500      | 36,98            | 462 (2012)                        | 12                 |
| Villaines-les-Prévôtes     | 21686      | 21500      | 10,78            | 139 (2012)                        | 13                 |
| Viserny                    | 21709      | 21500      | 6,75             | 183 (2012)                        | 27                 |

### Composition depuis 2015
Le nouveau canton de Montbard comprenait 57 communes entières à sa création.
| Nom                              | Code Insee | Intercommunalité                   | Superficie (km2) | Population (dernière pop. légale) | Densité (hab./km2) | Modifier                                    |
| -------------------------------- | ---------- | ---------------------------------- | ---------------- | --------------------------------- | ------------------ | ------------------------------------------- |
| Montbard (bureau centralisateur) | 21425      | CC du Montbardois                  | 46,37            | 4 751 (2022)                      | 102                | modifier les données · modifier les données |
| Alise-Sainte-Reine               | 21008      | CC du Pays d'Alésia et de la Seine | 3,83             | 568 (2022)                        | 148                | modifier les données · modifier les données |
| Arrans                           | 21025      | CC du Montbardois                  | 10,52            | 63 (2022)                         | 6,0                | modifier les données · modifier les données |
| Asnières-en-Montagne             | 21026      | CC du Montbardois                  | 28,47            | 170 (2022)                        | 6,0                | modifier les données · modifier les données |
| Athie                            | 21029      | CC du Montbardois                  | 5,92             | 80 (2022)                         | 14                 | modifier les données · modifier les données |
| Benoisey                         | 21064      | CC du Montbardois                  | 5,80             | 96 (2022)                         | 17                 | modifier les données · modifier les données |
| Boux-sous-Salmaise               | 21098      | CC du Pays d'Alésia et de la Seine | 14,64            | 125 (2022)                        | 8,5                | modifier les données · modifier les données |
| Buffon                           | 21114      | CC du Montbardois                  | 8,88             | 154 (2022)                        | 17                 | modifier les données · modifier les données |
| Bussy-le-Grand                   | 21122      | CC du Pays d'Alésia et de la Seine | 29,69            | 306 (2022)                        | 10                 | modifier les données · modifier les données |
| Champ-d'Oiseau                   | 21137      | CC du Montbardois                  | 4,83             | 110 (2022)                        | 23                 | modifier les données · modifier les données |
| Charencey                        | 21144      | CC du Pays d'Alésia et de la Seine | 4,84             | 37 (2022)                         | 7,6                | modifier les données · modifier les données |
| Corpoyer-la-Chapelle             | 21197      | CC du Pays d'Alésia et de la Seine | 4,16             | 37 (2022)                         | 8,9                | modifier les données · modifier les données |
| Courcelles-lès-Montbard          | 21204      | CC du Montbardois                  | 6,12             | 87 (2022)                         | 14                 | modifier les données · modifier les données |
| Crépand                          | 21212      | CC du Montbardois                  | 5,79             | 317 (2022)                        | 55                 | modifier les données · modifier les données |
| Darcey                           | 21226      | CC du Pays d'Alésia et de la Seine | 18,91            | 332 (2022)                        | 18                 | modifier les données · modifier les données |
| Éringes                          | 21248      | CC du Montbardois                  | 6,01             | 57 (2022)                         | 9,5                | modifier les données · modifier les données |
| Étais                            | 21252      | CC du Montbardois                  | 14,04            | 76 (2022)                         | 5,4                | modifier les données · modifier les données |
| Fain-lès-Montbard                | 21259      | CC du Montbardois                  | 7,48             | 273 (2022)                        | 36                 | modifier les données · modifier les données |
| Fain-lès-Moutiers                | 21260      | CC du Montbardois                  | 9,75             | 152 (2022)                        | 16                 | modifier les données · modifier les données |
| Flavigny-sur-Ozerain             | 21271      | CC du Pays d'Alésia et de la Seine | 27,79            | 274 (2022)                        | 9,9                | modifier les données · modifier les données |
| Fontaines-les-Sèches             | 21279      | CC du Montbardois                  | 13,52            | 26 (2022)                         | 1,9                | modifier les données · modifier les données |
| Fresnes                          | 21287      | CC du Montbardois                  | 13,07            | 154 (2022)                        | 12                 | modifier les données · modifier les données |
| Frôlois                          | 21288      | CC du Pays d'Alésia et de la Seine | 34,77            | 164 (2022)                        | 4,7                | modifier les données · modifier les données |
| Gissey-sous-Flavigny             | 21299      | CC du Pays d'Alésia et de la Seine | 10,29            | 93 (2022)                         | 9,0                | modifier les données · modifier les données |
| Grésigny-Sainte-Reine            | 21307      | CC du Pays d'Alésia et de la Seine | 7,06             | 147 (2022)                        | 21                 | modifier les données · modifier les données |
| Grignon                          | 21308      | CC du Pays d'Alésia et de la Seine | 11,68            | 191 (2022)                        | 16                 | modifier les données · modifier les données |
| Hauteroche                       | 21314      | CC du Pays d'Alésia et de la Seine | 13,28            | 77 (2022)                         | 5,8                | modifier les données · modifier les données |
| Jailly-les-Moulins               | 21321      | CC du Pays d'Alésia et de la Seine | 9,29             | 76 (2022)                         | 8,2                | modifier les données · modifier les données |
| Lucenay-le-Duc                   | 21358      | CC du Montbardois                  | 28,81            | 197 (2022)                        | 6,8                | modifier les données · modifier les données |
| Marigny-le-Cahouët               | 21386      | CC du Pays d'Alésia et de la Seine | 19,28            | 312 (2022)                        | 16                 | modifier les données · modifier les données |
| Marmagne                         | 21389      | CC du Montbardois                  | 12,89            | 197 (2022)                        | 15                 | modifier les données · modifier les données |
| Ménétreux-le-Pitois              | 21404      | CC du Pays d'Alésia et de la Seine | 6,62             | 393 (2022)                        | 59                 | modifier les données · modifier les données |
| Montigny-Montfort                | 21429      | CC du Montbardois                  | 17,13            | 277 (2022)                        | 16                 | modifier les données · modifier les données |
| Moutiers-Saint-Jean              | 21446      | CC du Montbardois                  | 4,96             | 255 (2022)                        | 51                 | modifier les données · modifier les données |
| Mussy-la-Fosse                   | 21448      | CC du Pays d'Alésia et de la Seine | 4,45             | 95 (2022)                         | 21                 | modifier les données · modifier les données |
| Nesle-et-Massoult                | 21451      | CC du Montbardois                  | 23,38            | 79 (2022)                         | 3,4                | modifier les données · modifier les données |
| Nogent-lès-Montbard              | 21456      | CC du Montbardois                  | 6,45             | 153 (2022)                        | 24                 | modifier les données · modifier les données |
| Planay                           | 21484      | CC du Montbardois                  | 8,72             | 62 (2022)                         | 7,1                | modifier les données · modifier les données |
| Pouillenay                       | 21500      | CC du Pays d'Alésia et de la Seine | 15,04            | 589 (2022)                        | 39                 | modifier les données · modifier les données |
| Quincerot                        | 21516      | CC du Montbardois                  | 4,42             | 78 (2022)                         | 18                 | modifier les données · modifier les données |
| Quincy-le-Vicomte                | 21518      | CC du Montbardois                  | 19,03            | 207 (2022)                        | 11                 | modifier les données · modifier les données |
| La Roche-Vanneau                 | 21528      | CC du Pays d'Alésia et de la Seine | 13,19            | 137 (2022)                        | 10                 | modifier les données · modifier les données |
| Rougemont                        | 21530      | CC du Montbardois                  | 9,52             | 144 (2022)                        | 15                 | modifier les données · modifier les données |
| Saint-Germain-lès-Senailly       | 21550      | CC du Montbardois                  | 4,98             | 113 (2022)                        | 23                 | modifier les données · modifier les données |
| Saint-Rémy                       | 21568      | CC du Montbardois                  | 13,82            | 678 (2022)                        | 49                 | modifier les données · modifier les données |
| Salmaise                         | 21580      | CC du Pays d'Alésia et de la Seine | 13,12            | 128 (2022)                        | 9,8                | modifier les données · modifier les données |
| Seigny                           | 21598      | CC du Montbardois                  | 7,99             | 153 (2022)                        | 19                 | modifier les données · modifier les données |
| Senailly                         | 21604      | CC du Montbardois                  | 9,28             | 132 (2022)                        | 14                 | modifier les données · modifier les données |
| Source-Seine                     | 21084      | CC du Pays d'Alésia et de la Seine | 16,42            | 60 (2022)                         | 3,7                | modifier les données · modifier les données |
| Thenissey                        | 21627      | CC du Pays d'Alésia et de la Seine | 10,25            | 91 (2022)                         | 8,9                | modifier les données · modifier les données |
| Touillon                         | 21641      | CC du Montbardois                  | 36,98            | 461 (2022)                        | 12                 | modifier les données · modifier les données |
| Venarey-les-Laumes               | 21663      | CC du Pays d'Alésia et de la Seine | 10,23            | 2 758 (2022)                      | 270                | modifier les données · modifier les données |
| Verdonnet                        | 21664      | CC du Montbardois                  | 18,04            | 69 (2022)                         | 3,8                | modifier les données · modifier les données |
| Verrey-sous-Salmaise             | 21670      | CC du Pays d'Alésia et de la Seine | 8,21             | 302 (2022)                        | 37                 | modifier les données · modifier les données |
| Villaines-les-Prévôtes           | 21686      | CC du Montbardois                  | 10,78            | 143 (2022)                        | 13                 | modifier les données · modifier les données |
| La Villeneuve-les-Convers        | 21695      | CC du Pays d'Alésia et de la Seine | 8,88             | 60 (2022)                         | 6,8                | modifier les données · modifier les données |
| Viserny                          | 21709      | CC du Montbardois                  | 6,75             | 180 (2022)                        | 27                 | modifier les données · modifier les données |
| Canton de Montbard               | 2119       |                                    | 746,42           | 17 496 (2022)                     | 23                 | modifier les données                        |

## Démographie

### Démographie avant 2015
| 1962   | 1968   | 1975   | 1982   | 1990   | 1999   | 2006   | 2011   | 2012   |
| ------ | ------ | ------ | ------ | ------ | ------ | ------ | ------ | ------ |
| 12 011 | 12 603 | 12 713 | 13 168 | 12 732 | 11 745 | 10 973 | 10 830 | 10 797 |

### Démographie depuis 2015
En 2022, le canton comptait 17 496 habitants, en évolution de −5,92 % par rapport à 2016 (Côte-d'Or : +0,82 %, France hors Mayotte : +2,11 %).
| 2013   | 2018   | 2022   |
| ------ | ------ | ------ |
| 18 825 | 18 079 | 17 496 |